# League of Legends: Wild Rift
League of Legends: Wild Rift (zkráceně LoL: WR nebo jednoduše Wild Rift) je mobilní online bitevní aréna pro více hráčů vyvinutá a publikovaná společností Riot Games pro Android a iOS. Tato hra je upravenou verzí počítačové hry League of Legends.

## Hratelnost
Jedná se o hru typu freemium – za reálné peníze lze koupit například skiny k postavám nebo samotné postavy, nelze s nimi však žádným způsobem ovlivnit průběh hry a šanci na výhru.
Vyvolávač může hrát za jakéhokoliv šampiona, kterého má koupeného, anebo za šampiony, které hra nabízí zdarma v bezplatné týdenní rotaci. Každý šampion má ve hře svůj příběh, pochází z určitého regionu, má svoje 4 unikátní schopnosti + pasivní schopnost(i). Pokud šampioni hrají proti sobě ve hře a jsou ze stejného regionu nebo jsou v nějakém příbuzenském vztahu, mívají vůči sobě jedinečné promluvy a v některých případech i posílené schopnosti či bonusové úkoly jako například Rengar vs Kha'Zix, kteří se ve hře předhánějí v počtu zneškodněných protivníkům, čím víc zabitých protivníků mají na kontě, tím silnější jsou.

## Děj
Ve hře League of Legends: Wild Rift vystupuje hráč jako vyvolávač, který se objeví v takzvané fontáně, může v daném zápase ovládat pouze jediného šampiona, ale za to s unikátními vlastnostmi a bojuje spolu se svým týmem proti nepřátelskému týmu na jedné mapě. Cílem hry je zničit nepřátelský Nexus, stavbu, která je na druhém konci mapy, v základně nepřátelského týmu. Hra též může skončit kapitulací jednoho z týmů, a to po 8 minutách (všichni hráči v daném týmu musí být pro) nebo po 15 minutách (4 z 5 hráčů musí být pro). Hráči hrají jednotlivé zápasy – podle režimu trvají obvykle pár desítek minut.
Každý zápas ve hře začínají všichni šampioni s jednou schopností, se získáváním dalších úrovní si zpřístupňují další (celkem 4 unikátní schopnosti, s výjimkami) a stávající vylepšují. Pro získání dalšího levelu je potřeba sbírat zkušenosti – ty se získávají pasivně, zabíjením poskoků a šampionů nebo asistencí za zabití. Postupem do další úrovně se jednak zpřístupní možnost aktivovat/vylepšit schopnost, a zároveň také postavě stoupnou statistiky – hodnoty brnění, zdraví, many atd. Snaha mít co nejrychleji co nejvíce levelů zajištující náskok před protihráči je základní mechanikou hry. V průběhu hry se můžete vrátit do základny ve které se znovu objevíte po určitém časovém intervalu když zemřete, v této základně si můžete za peníze které získáváte např. za zabití draka, který dává celému týmu bonusy, které vám pomáhají vyhrát hru, nakoupit nové brnění nebo zbraně, které jsou očarované různými kouzly, které vám také pomohou vyhrát hru, například item WARD, který vám umožňuje vidět protivníka v keři nebo na druhé straně mapy, tím pádem můžete taktizovat podle polohy vašeho nepřítele a získat vzácné informace, které vám také pomohou vyhrát hru.

## Vývoj
Tencent v roce 2015 požádal Riot Games, aby z League of Legends udělali mobilní titul. Riot však odmítl a tvrdil, že hru nelze replikovat na smartphonech. Tencent poté vytvořil vlastní mobilní MOBA, Honor of Kings (s mezinárodní adaptací známou jako Arena of Valor). Výše uvedené hry pak údajně napínaly jejich obchodní vztahy. Vztahy mezi těmito dvěma firmami se dále napjaly, když Tencent využil významných hráčů League of Legends k propagaci Arena of Valor a jejích esportových turnajů. Riot Games však naznačily, že jejich vztah s Tencentem je stále silný a konflikt mezi nimi a jejich hrami nic neznamená.
Riot Games nakonec uznaly potenciál mobilního trhu pro žánr MOBA a souhlasily s vývojem mobilního titulu pro League of Legends. Tencent poté v roce 2019 dočasně stáhl marketingové plány pro Arena of Valor v Evropě a Severní Americe, čímž uvolnil prostor pro oznámení Riot Games o League of Legends: Wild Rift o několik měsíců později.

## Vydání
League of Legends: Wild Rift mělo vyjít v roce 2020 s omezeným spuštěním alfa verze v Brazílii a na Filipínách v červnu 2020.
Dne 16. září 2020 byl Wild Rift vydán v uzavřené beta verzi v jihovýchodní Asii prostřednictvím Google Play a Apple TestFlight, přičemž další regiony byly přidány později. Dne 8. října 2020 se uzavřená beta verze vrátila a přidala se Jižní Korea a Japonsko.
Regionální otevřená beta verze pro jihovýchodní Asii začala 27. října 2020. Dne 7. prosince 2020 byla beta verze rozšířena o Vietnam, Oceánii a Tchaj-wan. Dne 10. prosince 2020 byla otevřená beta verze rozšířena v předstihu, aby zahrnovala Společenství nezávislých států, Evropu, Střední východ a Turecko.
Pro Čínu získala hra Wild Rift počátkem roku 2021 povolení od čínského Národního úřadu pro tisk a publikace. Dne 8. října 2021 hra vyšla z otevřené beta verze a byla oficiálně vydána společností Tencent.
Otevřená beta verze byla spuštěna v Americe 29. března 2021.